# خالد بن عبدالعزیز آل سعود
ملک خالد بن عبدالعزیز بن عبدالرحمن بن فیصل بن ترکی بن عبدالله بن محمد بن سعود بن محمد بن مقرن آل سعود (زاده ۱۳ فوریه ۱۹۱۳ – درگذشته ۱۳ ژوئن ۱۹۸۲) فرزند پنجم ملک عبدالعزیز، بنیان‌گذار پادشاهی عربستان سعودی، و چهارمین پادشاه این کشور از خاندان آل سعود در سال‌های ۱۹۷۵–۱۹۸۲ بود. او با ۲ پادشاه پیش از خود (ملک سعود و ملک فیصل) و ۳ پادشاه پس از خود (ملک فهد، ملک عبدالله و ملک سلمان) برادر می‌باشد. 